# Orden de la Estrella de Oriente
La Orden de la Estrella de Oriente es un cuerpo auxiliar masónico que admite en su seno tanto a hombres como mujeres. Fue creado en el año 1850 por el abogado y educador Rob Morris, un notable francmasón. La orden se basa en las enseñanzas de la Biblia, aunque permanece abierta a personas de todas las creencias religiosas.

## Membresía

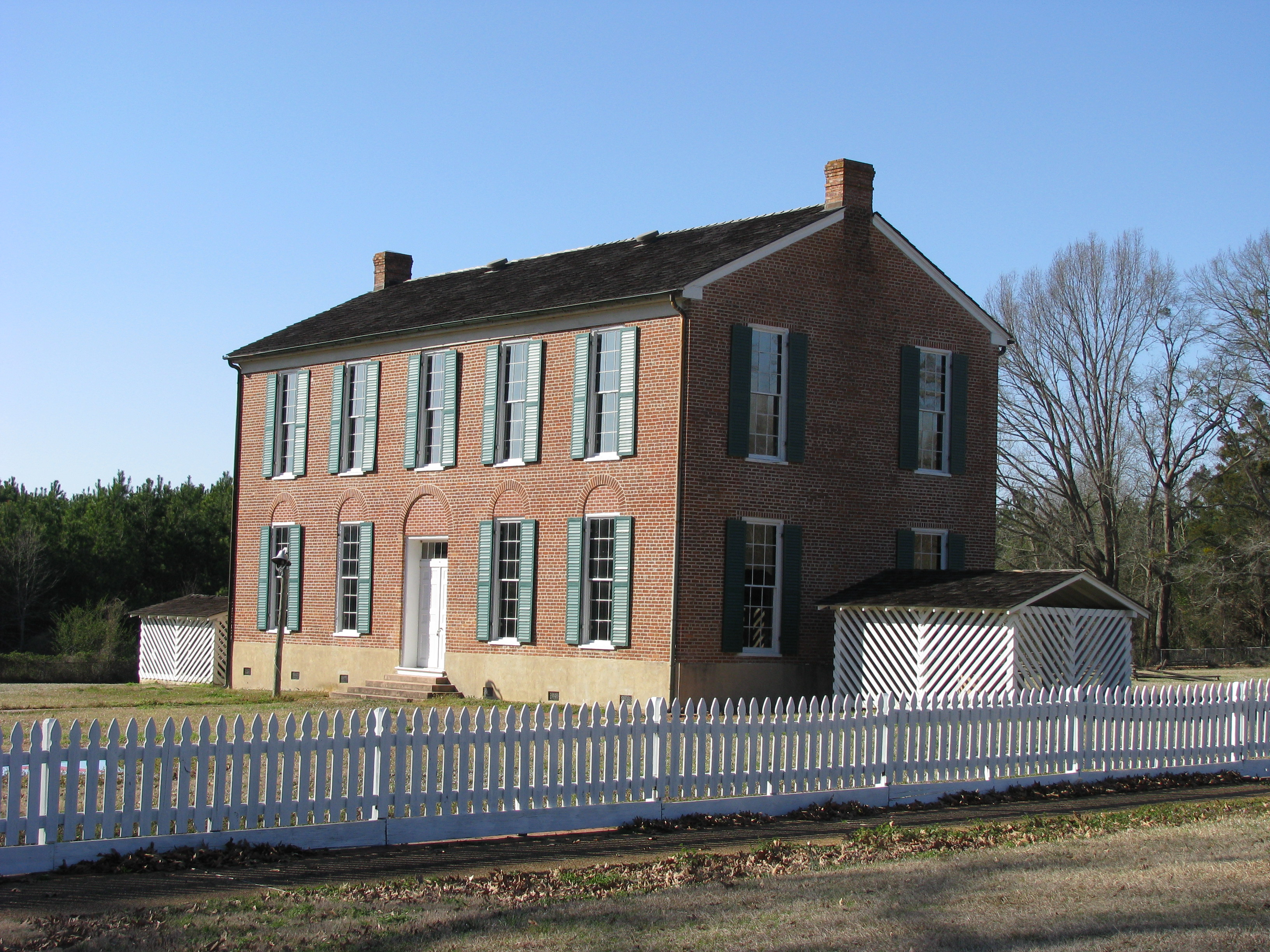
Colegio Masónico Eureka, el edificio donde nació la Orden de la Estrella de Oriente, en el Condado de Holmes, en Misisipi.

La orden tiene aproximadamente 10,000 capítulos en 20 países, y aproximadamente 500,000 miembros bajo su gran capítulo general. Los miembros de la orden deben ser mayores de 18 años, los hombres han de ser maestros masones y las mujeres deben tener una relación específica de parentesco con algún francmasón. Originalmente, una mujer tenía que ser la hija, la viuda, la esposa, o la madre de un maestro masón, para poder ser miembro de la orden, no obstante, la orden ahora permite el acceso a otros parientes, así como a las Hijas de Job, a las chicas de la Orden Internacional del Arco Iris, a los miembros de la Organización de los Triángulos (solo en el Estado de Nueva York) y a los miembros de la Constelación de las Estrellas Juveniles (solo en el Estado de Nueva York) estas personas pueden ser miembros de la orden cuando tengan la mayoría de edad.